# FUJI TRILL
FUJI TRILL（フウジ・トリル）は、日本のDJ、プロデューサー。旧名義はDJ風児。「TRILL」はUGKのPimp Cによる「TRUE」と「REAL」をかけた造語で、ダーティー・サウスからの影響からこのように名乗っている。

## 来歴
神奈川県横須賀市で誕生。母親はデザイナー。父親はサイコビリーバンドのボーカルで、一時は彫り師もしていた。「最初の音楽経験」は、父親の影響で知ったセックス・ピストルズであった。ロックに傾倒し、マリリン・マンソンやスリップノットなどを聞くようになる。はじめてクラブに入ったのは小学校3年生のときで、父親に連れられてのことだった。中学生のときにバンド活動をはじめるも、これはうまくいかなかった。同時期に、エミネムやZeebraなどを介してヒップホップに触れる。2004年には『B BOY PARK』に刺激を受けたことを契機として、DJとしての活動を開始した。当初の活動は横浜市の「CLUB MATRIX」を中心としていた。後に、Cherry Brown（現・Lil'Yukichi）やKNUXらと「TRILL GRILLZ」を結成し、ダーティー・サウスに影響を受けた楽曲を発表した。また、KNUXとはユニット「OVER KILL」を結成しており、Jin Dogg、YDIZZY、ANARCHYなどと楽曲を制作している。

## 音楽性
DJとしてのFUJI TRILLは、日本のクラブ・シーンの独自性を重視すべきであると考えており、クラブでも自曲をかけることが多い。プロデューサーとしてのFUJI TRILLは、「ダークでバイオレンスな音楽」をテーマとしている。Jin DoggはFUJI TRILLについて、国内でハードコアトラップが普及するにあたって大きな役割を果たしたと述べている。